# Бакгорн (Нью-Мексико)
Бакгорн (англ. Buckhorn) — переписна місцевість (CDP) в США, в окрузі Грант штату Нью-Мексико. Населення — 172 особи (2020).

## Географія
Бакгорн розташований за координатами 33°1′53″ пн. ш. 108°41′40″ зх. д. / 33.03139° пн. ш. 108.69444° зх. д. (33.031478, -108.694387).  За даними Бюро перепису населення США в 2010 році переписна місцевість мала площу 12,00 км², уся площа — суходіл.

## Демографія
Згідно з переписом 2010 року, у переписній місцевості мешкало 200 осіб у 97 домогосподарствах у складі 62 родин. Густота населення становила 17 осіб/км².  Було 104 помешкання (9/км²).
Расовий склад населення:
| - 92,0 % — білих - 2,0 % — корінних американців - 3,5 % — осіб інших рас |

До двох чи більше рас належало 2,5 %. Частка іспаномовних становила 8,0 % від усіх жителів.
За віковим діапазоном населення розподілялося таким чином: 17,0 % — особи молодші 18 років, 54,0 % — особи у віці 18—64 років, 29,0 % — особи у віці 65 років та старші. Медіана віку мешканця становила 52,9 року. На 100 осіб жіночої статі у переписній місцевості припадало 108,3 чоловіків;  на 100 жінок у віці від 18 років та старших — 107,5 чоловіків також старших 18 років.
За межею бідності перебувало 29,7 % осіб, у тому числі 71,1 % дітей у віці до 18 років та 0,0 % осіб у віці 65 років та старших.
Цивільне працевлаштоване населення становило 43 особи. Основні галузі зайнятості: освіта, охорона здоров'я та соціальна допомога — 39,5 %, сільське господарство, лісництво, риболовля — 18,6 %.